# Třída Alessandro Poerio
Třída Alessandro Poerio byla lodní třída torpédoborců italského námořnictva. Celkem byly postaveny tři jednotky této třídy. Dokončeny byly roku 1915. Původně byly klasifikovány jako průzkumné křižníky. Bojovaly v první světové válce. Roku 1918 byl jeden potopen. Od 1. července 1921 byly reklasifikovány na torpédoborce. V září 1937 dva přeživší torpédoborce koupila španělská Frankistická vláda. Vzhledek k jejich zastaralosti a technickému stavu po skončení občanské války sloužily především k výcviku. Vyřazeny byly do roku 1953.

## Stavba
Celkem byly postaveny tři jednotky této třídy. Jejich stavbu zajistila loděnice Gio. Ansaldo & C. v Sestri Ponente v Janově. Původně měly nést silnou výzbroj osmi torpédometů, ale během stavby byly upřednostněny kanóny. Do služby byly zařazeny roku 1915.
Jednotky třídy Alessandro Poerio:
| Jméno                  | Založení kýlu    | Spuštěna       | Vstup do služby | Osud |
| ---------------------- | ---------------- | -------------- | --------------- | --- |
| Alessandro Poerio (PO) | 25. června 1913  | 4. srpna 1914  | 25. května 1915 | Dne 27. října 1937 předán španělským nacionalistům jako Huesca. Dne 24. května 1938 se srazil s torpédoborcem Teruel. Tři měsíce opravován. Vyřazen 1953. |
| Guglielmo Pepe (PE)    | 2. července 1913 | 17. září 1914  | 20. srpna 1915  | Dne 27. října 1937 předán španělským nacionalistům jako Teruel. Dne 24. května 1938 se srazil s torpédoborcem Huesca. Pět měsíců opravován. Vyřazen 1948. |
| Cesare Rossarol        | 30. června 1913  | 15. srpna 1914 | 6. srpna 1915   | Dne 16. listopadu 1918 se v Jaderském moři potopil na mině.                                                                                               |

## Konstrukce

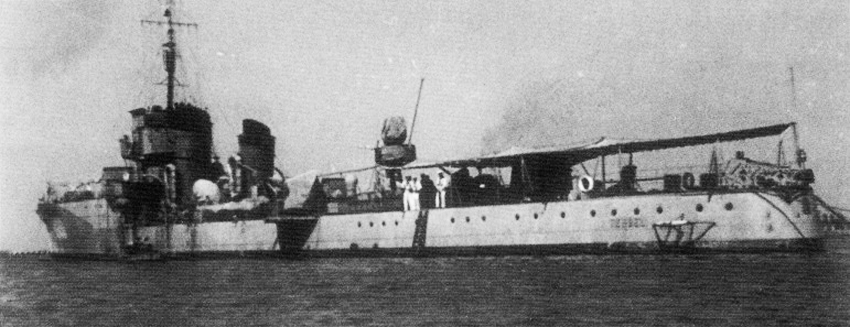
Španělský torpédoborec Teruel (ex Guglielmo Pepe)

Výzbroj tvořilo šest 102mm/35 kanónů S1914-1915 a dva dvojhlavňové 450mm torpédomety. Dále mohly nést až 42 námořních min. Pohonný systém tvořily tři kotle Yarrow a dvě turbíny Beluzzo o výkonu 20 000 hp, pohánějící dva lodní šrouby. Nejvyšší rychlost dosahovala 31,5 uzlu. Dosah byl 2100 námořních mil při rychlosti třináct uzlů.

### Modernizace
Guglielmo Pepe měl v letech 1916–1917 výzbroj posílenu o jeden 76mm kanón. Roku 1917 výzbroj všech jednotek posílily dva 40mm kanóny. Roku 1918 došlo k výměně hlavních 102mm kanónů na všech jednotkách za 102mm/45 kanóny S1917. Zatímco Alessandro Poerio jich dostal pět, jeho sesterské lodě šest.
Roku 1938 byla výzbroj obou plavidel prodaných Španělsku posílena o dva 20mm kanóny. Z plavidla Teruel (ex Guglielmo Pepe) byl navíc odstraněn 40mm kanón.